# Gastrin Releasing Peptide
Das Gastrin Releasing Peptide (GRP) oder Polypeptid 148 ist  einer von mehreren Faktoren, die die Gastrin-Freisetzung fördern. Dadurch kommt es zu einer deutlichen Steigerung der Salzsäureproduktion im Magen. Es handelt sich um ein Polypeptid mit 27 Aminosäuren, das mit Bombesin, Litorin und Neuromedin B, die allesamt als spezifische Agonisten wirken, zur Familie der bombesinähnlichen Peptide gehört.

## Primärstruktur
Primärstruktur: H2N-Val–Pro–Leu–Pro–Ala–Gly–Gly–Gly–Thr–
-Val–Leu–Thr–Lys–Met–Tyr–Pro–Arg–Gly–
-Asn–His–Trp–Ala–Val–Gly–His–Leu–Met-CONH2.
Dabei sind 9 der letzten 10 Aminosäuren am C-terminalen Ende identisch mit jenen des Bombesin. Spezifische Agonisten von GRP sind die Polypeptide Bombesin, Neuromedin B und Litorin. Weiterhin ist die verkürzte Form des GRP (18-27) biologisch aktiv.

## Bildungsort
GRP wird von neuroendokrinen Zellen des Magens (Antrum) und des Duodenums sowie von Pituizyten des Zentralnervensystems gebildet, zudem wurden diese Zellen zwischenzeitlich auch in den Lungen von Neugeborenen und Erwachsenen nachgewiesen. Patienten mit chronischen Lungenerkrankungen weisen eine erhöhte GRP-bildende Zellen im Atemtrakt auf, ohne dass deren Funktion bislang geklärt wäre.

## Wirkung
GRP steigert die Gastrinsekretion in den G-Zellen des Magens und damit die Bildung von Magensäure. Des Weiteren führt das Neuropeptid zu einer Steigerung der Pankreasenzymsekretion. An der glatten Muskulatur besonders von Magen und Gallenblase führt GRP zur Kontraktion, damit zu einer raschen Magenentleerung. Neben anderen Substanzen (Bombesin, Cholecystokinin) fördert auch GRP das Auftreten eines Sättigungsgefühls.

## Onkologie
Das kleinzellige Lungenkarzinom (SCLC für Small Cell Lung Cancer) als neuroendokriner Tumor produziert neben Neurotensin (NT) und Adrenomedullin (AM) auch GRP als autokrine Wachstumsfaktoren. GRP wird zudem beim medullären Schilddrüsenkarzinom, Karzinoid, metastasierenden Inselzellkarzinom vermehrt nachgewiesen. GRP wird als Prognose des Prostatakarzinoms verwendet.